# Lê Thị Phi Ánh
Lê Thị Phi Ánh (24 tháng 06 năm 1925 – 15 tháng 12 năm 1986) hay gọi tắt là Phi Ánh, là một người vợ không chính thức của Cựu hoàng Bảo Đại.

## Thân thế
Bà Phi Ánh sinh ra trong gia đình giàu có, thuộc dòng họ danh giá. Bà là em vợ của Phan Văn Giáo sau làm Thủ hiến Trung Phần. Bà là một tuyệt sắc giai nhân nên được Bảo Đại yêu thương, tặng một biệt thự sang trọng. Bà có hai con với vua Bảo Đại, một gái Hoàng nữ Phương Minh, một trai là Hoàng tử Bảo Ân.
Sau khi vua Bảo Đại bị phế truất và sang Pháp, bà Phi Ánh bị chính quyền Ngô Đình Diệm tịch thu nhà cửa, không nơi nương tựa, bà phải lấy chồng sau, bà với ông này không có hạnh phúc, chỉ vì lo cho hai đứa con bà, sau này ông Bảo Ân cũng không ưa gì ông này và không muốn nhắc đến. Sau khi chiến tranh Việt Nam kết thúc năm 1975, bà Phi Ánh ở lại Việt Nam và phải đi kinh tế mới một vài năm ở Tây Nguyên. Năm 1978, người chồng sau của bà Phi Ánh vượt biên sang Mỹ thành công, gửi giấy bảo lãnh về, nhưng lúc ấy vì con bà là Bảo Ân đã có gia đình, không đủ điều kiện ra đi. Trong khi chờ đợi đi Mỹ, bà Phi Ánh mắc bệnh ung thư và chết trong cô đơn tại Thành phố Hồ Chí Minh năm 1986 hưởng thọ 61 tuổi.

## Gia đình
- Cha: Lê Quang Thừa (Ông Sáu), doanh nhân.
- Con gái là Nguyễn Phúc Phương Minh (1949 - 2012), lấy chồng người Pháp và sang lập nghiệp và mất ở Hoa Kỳ.
- Con trai là Nguyễn Phúc Bảo Ân Sinh 1951, hiện đang định cư tại đang sống tại Westminster, Hoa Kỳ[3].